# Atti Istituzionali
Gli Atti Istituzionali (in portoghese Atos Institucionais, in gergo AI seguiti da un numero progressivo) furono dei decreti emessi in Brasile dal regime militare dopo il golpe del 1964 e durante gli anni della dittatura militare (1964-1985).

## Storia
Servirono come meccanismo di legittimazione e legalizzazione delle azioni politiche dei militari, stabilendo per loro stessi poteri al di fuori della Costituzione.
In un primo momento, quando il maresciallo Castelo Branco (che rovesciò João Goulart) era al potere, avrebbe dovuto essere emesso solamente un Ato Institucional come atto di legittimazione del golpe. Nel 1968, invece, il presidente Costa e Silva decretò l'AI-5, che sospese la Costituzione del 1946 e annullò le istituzioni rappresentative del paese. La dittatura divenne definitivamente istituzionalizzata.
In verità, gli Atos Institucionais erano uno dei tanti escamotages per mantenere un livello alto di legalità dei militari. Senza questo meccanismo, la Costituzione brasiliana del 1946 avrebbe fatto cadere nell'illegalità il regime militare. Gli Atos Institucionais permisero di non abrogare la Costituzione, ma solamente di “sostituirla” con decreti.
Fra il 1964 e il 1969 furono emessi ben 17 Atos Institucionais, regolamentati da 104 decreti-legge (atos complementares). Il pretesto dichiarato dal Governo era combattere la corruzione e le azioni sovversive ("… combater a corrupção e a subversão…").